# TUG

Logotipo de TUG.

TUG (TeX Users Group) es una organización sin ánimo de lucro fundada en 1980 con propósitos científicos y educativos. Está dirigida a los interesados en tipografía y diseño de tipos y formada por usuarios del sistema tipográfico TeX creado por Donald Knuth.  TUG representa los intereses de los usuarios de TeX de todo el mundo.
Existen también varios LUGs (Local User Group) que son grupos de usuarios de TeX con intereses específicos. Un ejemplo es el grupo de usuarios hispanohablantes de TeX, CervanTeX.
TUG publica la revista TUGboat tres veces al año que cubre una amplia extensión de temas de tipografía digital relacionados con TeX.